# Vasile Babuc
Vasile Babuc (n. 13 februarie 1933, Chișinău, Regatul României – d. 7 decembrie 2021, Chișinău, Republica Moldova) a fost un agronom moldovean, specialist în fiziologia plantelor, care a fost ales ca membru corespondent al Academiei de Științe a Moldovei.